# Горній Ленарт
Горній Ленарт (словен. Gornji Lenart) — поселення в общині Брежиці, Споднєпосавський регіон, Словенія. Висота над рівнем моря: 151,3 м.